# Wilson Phillips
Wilson Phillips är en amerikansk pop/rockgrupp som består av Carnie och Wendy Wilson, båda döttrar till Brian Wilson från The Beach Boys och hans dåvarande fru Marilyn, samt Chynna Phillips, dotter till John och Michelle Phillips från The Mamas and the Papas. 
Deras självbetitlade debutalbum från 1990 har sålts i över 10 miljoner exemplar världen över och från albumet släppte de tre singlar som alla kom etta på Billboard Hot 100, vilket gjorde Wilson Phillips till den bäst säljande kvinnliga musikgruppen vid den tiden och de sålde till och med bättre än The Supremes. År 1990 vann de priset Billboard Music Award för singeln Hold On och de nominerades till fyra Grammy Awards och två American Music Awards.
Gruppen splittrades under en period och under denna tid ägnade sig medlemmarna åt diverse soloprojekt, bland annat skådespeleri, innan de slutligen återförenades igen år 2010.

## Diskografi

### Studioalbum
- 1990 – Wilson Phillips
- 1992 – Shadows and Light
- 2004 – California
- 2010 – Christmas in Harmony
- 2012 – Dedicated

### Samlingsalbum
- 1998 – The Best of Wilson Phillips
- 2000 – Greatest Hits

### Singlar
- 1990 – "Hold On"
- 1990 – "Release Me"
- 1990 – "Impulsive"
- 1991 – "You're In Love"
- 1991 – "The Dream Is Still Alive"
- 1991 – "Daniel"
- 1992 – "You Won't See Me Cry"
- 1992 – "Give It Up"
- 1992 – "Flesh and Blood"
- 2004 – "Go Your Own Way"
- 2004 – "Already Gone"
- 2004 – "Get Together"
- 2012 – "Good Vibrations"